# 激情 / hEaVeN
「激情/hEaVeN」（げきじょう/ヘブン）は、日本のヴィジュアル系ロックバンド・BREAKERZの8作目のシングル。

## 概要
- 前作「LOVE FIGHTER 〜恋のバトル〜」から約8か月ぶりにして、「Everlasting Luv/BAMBINO 〜バンビーノ〜」以来3作ぶりの両A面シングル。
- 「Everlasting Luv/BAMBINO 〜バンビーノ〜」同様、後述の初回限定盤Aと初回限定盤Bで表題1曲目を入れ替えるパターンが採用された。また、今作から共同プロデュースを務めたZAIN PRODUCTSが外れ、セルフプロデュース体制に移行した。
- 今作の制作背景として、『BREAKERZ LIVE TOUR 2009〜2010 "FIGHTERZ"』と『B.R.Z ACOUSTIC』を経て真っ新な状態な中、「次作のシングルはBREAKERZらしさがダイレクトに伝わるロックサウンドを前面に出した作品にしたい」というメンバー・スタッフ間の満場一致の意見があったという[1]。
- 表題1曲目はテレビ朝日系列『お願い!ランキング』のエンディングテーマに起用され、初めてテレビ朝日系列のタイアップを担当した。
- 表題2曲目はメンバーのDAIGOがサポーターを務めた、ポンピドー・センター所蔵作品展『シャガール-ロシア・アヴァンギャルドとの出会い 交錯する夢と前衛』のCMソングに起用された[2]。
- ジャケットの異なる初回限定盤Aと初回限定盤B、通常盤の3形態で発売された。特典として初回限定盤Aには表題1曲目のミュージッククリップとオフショット映像を収録したDVDが、初回限定盤Bには表題2曲目のミュージッククリップとオフショット映像を収録したDVDが、通常盤にはランダムで全4種類からなるトレーディングカードが同梱された。また、全形態購入者特典として抽選50名にメンバーから暑中見舞いの生電話がかかってくるプレゼント企画が催された[2][3]。
- 今作発売を記念して発売日当日の17時から新宿アルタ前にて事前告知なしのゲリラライブが開催された[4]。
- 今作で『ミュージックステーション』に2度目の出演を果たした[5]。
- オリコン週間チャート初登場5位を獲得。8作連続でのトップ10入りと、2作連続でのトップ5入りを果たした。

## 収録曲
| 全作詞: DAIGO。 |                                       |       |         |                |
| #               | タイトル                              | 作詞  | 作曲    | 編曲           |
| 1.              | 「激情」                              | DAIGO | DAIGO   | BREAKERZ       |
| 2.              | 「hEaVeN」                            | DAIGO | AKIHIDE | BREAKERZ       |
| 3.              | 「SUMMER PARTY ～Acoustic Version～」 | DAIGO | DAIGO   | 3110、BREAKERZ |

### 解説
1. 激情
2. hEaVeN
3. SUMMER PARTY ～Acoustic Version～
両A面からなる、1stシングルの表題1曲目のアコースティックバージョン[2][3]。

## 参加ミュージシャン
BREAKERZ
- DAIGO：Vocal & Chorus
- AKIHIDE：Guitar & Chorus、Synth Programming
- SHINPEI：Guitar & Chorus、Synth Programming

Support Musician
- 永井利光：Drums (#1,2)
- IKUO：Electric Bass (#1,2)
- 藤崎昌弘：Additional Synth Programming (#1)
- 大島こうすけ：Additional Keyboards (#2)

## タイアップ
- テレビ朝日系列情報バラエティ番組『お願い!ランキング』2010年7月度エンディングテーマ (#1)
- ポンピドー・センター所蔵作品展『シャガール-ロシア・アヴァンギャルドとの出会い 交錯する夢と前衛』TV-CMソング (#2)

## 収録アルバム
- GO (#1)
- BREAKERZ BEST 〜SINGLE COLLECTION〜 (#1,2)